# Rafnia thunbergii
Rafnia thunbergii är en ärtväxtart som beskrevs av William Henry Harvey. Rafnia thunbergii ingår i släktet Rafnia och familjen ärtväxter. Inga underarter finns listade i Catalogue of Life.